# ジェラール・ジャン＝ジュスト
ジェラール・ジャン＝ジュスト（Gérard Jean-Juste、1947年 - 2009年5月27日）は、カトリック司祭である。ハイチのポルトープランスの貧困地区にあるサン・クレール教会を司牧していた。彼は解放の神学者の1人であり、ラヴァラの家族（FL）の支持者でもあった。1978年にジャン＝ジュスト神父はマイアミにハイチ難民センターを創設し、南フロリダのハイチ人共同体で敬愛された人物である。

## 来歴
2006年、ハイチの首相ジェラール・ラトルチュに対し断固とした反対を示したことで、ハイチ及び在外ハイチ人の間で名声を得た。ラトルチュによる事実上の支配はジャン＝ベルトラン・アリスティドの政府が反政府反乱の暴力で倒されたことでもたらされた。後に、クーデター首謀者がカナダ、米国、およびフランス政府の明白な支援を受けていたことが判明した。
彼の名声が高まるにつれ、ハイチ警察は度々彼を逮捕するようになった。彼の投獄に対する国際的な批判の高まりを受け、2004年11月、ハイチの政権寄りの警察と、ラトルチュ政権の樹立以来展開している国連平和維持部隊による、投獄・拷問・殺人の中、7週間の投獄の末に一時解放された。
フロリダのマイアミへの旅から帰ったばかりの2005年7月21日、ジャーナリストのジャック・ロシュの誘拐及び殺人に関係したとして彼は警察に逮捕された。ロシュの誘拐（7月10日）と銃弾で蜂の巣状態にされた遺体の発見（7月14日）の両日とも国外にいた事実にもかかわらず、ロシュに敬意を表するために葬儀の現場に現れたジャン＝ジュストを、遺族は葬儀後すぐに集団で襲って、告訴した。
2005年7月28日国際アムネスティはジャン＝ジュストを「良心の囚人」に認定した。2005年12月5日の時点で、ジャン=ジュストの資料が暫定政権によって任命された裁判官による審査を受けたが、彼は獄中に残された。どんな正式な罪も彼に課せられてはいなかった。
FLはジャン＝ジュストらの逮捕などを理由に選挙への不参加を表明しているが、彼は2006年1月に延期された次回選挙でのラヴァラの潜在的候補としても浮上してきた。
2005年12月末、米国の医師は初診でジャン＝ジュストを検診し、血液サンプルを分析した結果、ジャン＝ジュストが癌に罹っていると確認した。ハーバードの医師のポール・ファーマーは、ジャン＝ジュストが慢性リンパ性白血病にかかっていると述べた。彼は病気が即座に致命的でないと言うが、癌がより重篤なものに変わる可能性もあった。ファーマーはマイアミヘラルドに「彼が牢獄から釈放されず米国などで適切な治療を受けられなければ、ゲリー神父は深刻な困難に遭うだろう。」と述べた。
2006年1月29日、ハイチ政府に釈放されたジャン＝ジュストは白血病治療のためマイアミに到着した。
2009年5月27日、ジャン＝ジュストは長い闘病の末、マイアミのジャクソン記念病院で、満62歳で死去した。